# ديفيد آر. بيج
ديفيد آر. بيج (بالإنجليزية: David R. Paige)‏ هو سياسي أمريكي، ولد في 8 أبريل 1844 في الولايات المتحدة، وتوفي في 30 يونيو 1901 بنيويورك في الولايات المتحدة. حزبياً، نشط في الحزب الديمقراطي. انتخب عضو مجلس النواب الأمريكي.